# Орлов, Герман Тимофеевич
Ге́рман Тимофе́евич Орло́в (24 ноября 1921, Красная Долина, Касторенский район — 7 декабря 2013, Санкт-Петербург) — советский и российский актёр. Народный артист Российской Федерации (2002).

## Биография
Родился 24 ноября 1921 года в деревне Красная Долина Воронежской губернии (ныне — в Касторенском районе Курской области).
В 1934 году, после того, как отца призывали на службу в ряды Военно-морского флота, переехал вместе с семьёй на постоянное место жительства в Кронштадт.
учился в 423 школе города Кронштадт
Артистическую деятельность начал в 1939 году юнгой в Театре Краснознамённого Балтийского флота в Кронштадте.
В 1940 году театр направил Г. Т. Орлова на учёбу в Ленинградский театральный институт.
С 1941 по 1945 год служил в военном Театре Балтийского флота, находясь в блокадном Ленинграде. В 1941 году, в ноябре, был ранен. Всю войну артист участвовал в концертах на кораблях, аэродромах, в легендарной крепости «Орешек», в тылу у немцев на острове Лавасаари. В 1985 году награждён орденом Отечественной войны I степени.
В послевоенные годы стал одним из ведущих артистов советской эстрады. Выступал в дуэте с М. Кудриным, Вениамином Нечаевым. 
Работал в качестве артиста «Ленконцерта», снимался в кино. При его участии были созданы такие киноленты как «Дон Сезар де Базан», «Тартюф», «Челябумбия» и многие другие.
Автор книг воспоминаний «Монолог длиною в жизнь: Рассказы артиста эстрады» (1991), «Свой среди своих» (1996), «Откровения ленивого артиста» (2001).
В своих воспоминаниях он писал: 
«У меня есть сын от первого брака. Моя первая жена была актрисой, работала у меня в коллективе. Она умерла. А сын Тимоша, слава Богу, жив-здоров. Он работает в каком-то учреждении — я, честно говоря, не вмешиваюсь».
Проживал в доме 32 по Садовой улице.
Народный артист России Герман Орлов скончался после продолжительной болезни в Санкт-Петербурге 7 декабря 2013 года. 
Похоронен на Ново-Волковском кладбище в Санкт-Петербурге.

## Фильмография
Сыграл в около 50-ти фильмах, в том числе:
- 2008 — Юрьев день — Федорыч
- 2007 — Закон зайца
- 2005 — Sказка O Sчастье — дед Фома
- 2003 — Иванов и Рабинович
- 2003 — Дневник камикадзе
- 2003 — Челябумбия
- 2000—2005 — Убойная сила — следователь Иван Фёдорович Изюмов
- 1999 — Цветы календулы — Билли Бонс, Александр Петрович
- 1998 — Я первый тебя увидел
- 1993 — Счастливый неудачник — дядя Боба
- 1992 — Тартюф — Лояль
- 1989 — По 206-й — участковый милиционер Пухов, лейтенант
- 1989 — Дон Сезар де Базан — начальник стражи
- 1989 — Опасный человек — Пётр Трофимович, швейцар гостиницы
- 1988 — ЧП районного масштаба
- 1987 — Петроградские Гавроши — эпизод
- 1987 — Свояки — Сергей — главная роль
- 1985 — Соперницы — комментатор, озвучка
- 1985 — Порох — капитан буксира Заговоренный
- 1984 — Челюскинцы — Шпаковский
- 1981 — 20 декабря - эпизод
- 1977 — Золотая мина — бармен ресторана «Кронверк»
- 1974 — Незнакомый наследник — Василий Павлович, начальник строительства
- 1972 — Дела давно минувших дней… — начальник УгРо Медведев
- 1971 — Красная метель — Яков Денисович
- 1970 — И был вечер, и было утро… — Петя
- 1970 — Ночная смена — Усач
- 1970 — Африканыч — Митька
- 1965 — Залп «Авроры» — эпизод
- 1959 — Неоплаченный долг — Женя, шофёр
- 1957 — Степан Кольчугин — забойщик
- 1957 — Балтийская слава — Жилин

## Звания и награды
- Заслуженный артист РСФСР (1986)
- Орден Почёта (1997)[3]
- Благодарность Законодательного Собрания Санкт-Петербурга (2001)[4]
- Народный артист Российской Федерации (2002)